# Angel Wagenstein
 (juin 2023).
Si vous disposez d'ouvrages ou d'articles de référence ou si vous connaissez des sites web de qualité traitant du thème abordé ici, merci de compléter l'article en donnant les références utiles à sa vérifiabilité et en les liant à la section « Notes et références ».
Angel Wagenstein, en bulgare : Анжел Раймонд Вагенщайн, est un scénariste et romancier bulgare né le 17 octobre 1922 à Plovdiv (royaume de Bulgarie) et mort le 29 juin 2023 à Sofia (Bulgarie).

## Biographie
Né dans une famille bulgare d'origine juive séfarade, Angel Raymond Wagenstein passe son enfance en exil à Paris (France) où sa famille s’est réfugiée pour fuir la répression des autorités bulgares de l'époque à l’égard des membres des mouvements socialistes et communistes. Il retourne dans son pays à la faveur d'une amnistie et, encore lycéen, milite dans une organisation antifasciste alors interdite. Des actes de sabotage lui valent d'être interné dans un camp de travail dont il s'évade pour rejoindre les rangs des Partisans. Dénoncé, arrêté, torturé et condamné à mort en 1944, il ne doit son salut qu'à l'arrivée de l'Armée rouge.
À la fin de la guerre, il suit des études cinématographiques à Moscou (Union soviétique) et signe par la suite les scénarios d'une vingtaine de longs-métrages, récompensés par de nombreuses distinctions internationales, dont, en 1959, le Prix spécial du jury du Festival de Cannes pour Étoiles (Sterne) , qui met en scène les amours d'un militaire allemand avec une déportée juive bulgare. Il a aussi réalisé des documentaires et des films d'animation.
Dans les années 1990, Angel Wagenstein s’est lancé dans l’écriture de romans. Le Pentateuque ou les Cinq livres d'Isaac - qui évoque avec humour la destinée des juifs d’Europe centrale - est un succès immédiat. Plus qu’avec ses productions cinématographiques, aujourd’hui un peu oubliées, Angel Wagenstein est devenu un écrivain reconnu dans l'ensemble de l'Europe. Ses livres ont été traduits dans de nombreuses langues européennes ainsi qu'en hébreu.
En 2017, Andrea Simon réalise un documentaire sur Angel Wagenstein intitulé Angel Wagenstein: Art Is a Weapon.

## Œuvres

### Scénarios
- Trévoga (1951)
- Nasha zemya (1952) - Notre terre
- Septemvriytzi (1954) - Les héros de septembre
- Dve pobedi (1956) - Deux victoires
- Zakonat na moreto (1958) - La loi de la mer
- Rebro Adamovo (1958) - Lacôte d'Adam
- Étoiles (Sterne, 1959), film réalisé par Konrad Wolf, prix spécial du jury au Festival de Cannes
- Snezhniyat chovek (1960)
- Bouket zvezdi (1962) - Bouquet d'étoiles
- Dvama pod nebeto (1962)
- Verigata (1964) - La chaîne
- Chronik eines Mordes (1965)
- Der Kleine Prinz (TV) (1966) - Le petit prince
- Heimlichkeiten (1968)
- Ezop (1970) - Aesop
- Goya - oder Der arge Weg der Erkenntnis (1971)
- Eolomea (1972)
- Na zhivot i smart (TV) (1974)
- Komiks (1975) - Comics
- Dopalnenie kam zakona za zashtita na darzhavata (1976) Amendement à la loi pour la défense de l'État
- Zvezdi v kosite, salzi v ochite (1977) - Les étoiles dans les cheveux, les larmes dans les yeux
- Kontzert za fleyta i momiche"" (1980)
- Boris I (1985)
- Bordelo (1985)
- Maglivi bregové (1986)
- Shanghai 1937 (TV) (1996) - Shanghai 1937
- Sled kraja na sveta (1998) - Après la fin du monde

### Œuvres littéraires
- Петокнижие Исааково (1998) Le Pentateuque ou les cinq livres d’Isaac, Paris, éditions L'esprit des péninsules, 2000 ; réédition, Paris, 10/18, coll. « Domaine étranger » no 3871, 2006 ; réédition, Paris, Éditions Zulma, coll. « Z/A », 2023  (ISBN 979-10-387-0231-8)

- Далеч от Толедо (2002) Abraham le Poivrot, Loin de Tolède, Paris, éditions L'esprit des péninsules, 2002 ; réédition, Paris, 10/18, coll. « Domaine étranger » no 4065, 2007

- Три сценария (Звезди. Звезди в косите, сълзи в очите. Борис Първи) (2002) (inédit en français)
- Сбогом, Шанхай (2004) Adieu Shanghai, Paris, éditions L'esprit des péninsules, 2004; réédition, Paris, Galaade éditions, 2015

- Серенада за балканска гайда (2015) (inédit en français)
- Съновидение за св. Борис I (2015) (inédit en français)
- Отвъд стените. Разкази и новели (2021) (inédit en français)